# Монтвилайте, Жу
Жу Монтвила́йте (рус. Живиле, англ. Zivile Montvilaite , род. 21 апреля 1977, Вильнюс, Литовская ССР) — российский и литовский режиссёр театральных, концертных и фестивальных шоу.

## Биография

### Юность
Жу Монтвилайте родилась 21 апреля 1977 года в Вильнюсе в семье литовского бизнесмена (Donatas Montvila) и мамы врача (Viktorija Montviliene).  Благодаря маме, которая занимается организацией оздоровительных мероприятий и фестивалей, Жу с детства была увлечена постановками. Девочка выросла на спектаклях режиссеров литовской школы Эймунтаса Някрошуса, Римаса Туминаса и Йонаса Вайткуса.
Жу выступала на сцене с 3 лет. В младшем школьном возрасте она играла и снималась в детских театральных телевизионных постановках, а в старшем – уже вела драмкружок для маленьких и получала зарплату наравне со взрослыми учителями .
В 18 лет Жу влюбилась в театр режиссера Оскараса Коршуноваса, который полностью изменил её представление о том, какой может быть театральная постановка.
В 1995 году Монтвилайте поступила в Литовскую Государственную Консерваторию, где училась на организатора массовых мероприятий. Спустя полгода обучения Жу приняла решение переехать в Москву, поскольку всегда была увлечена легендой русского театра. Монтвилайте была очарована системой Михаила Чехова, а фраза Антона Павловича Чехова из пьесы «Три сестры» «В Москву! В Москву!» - стала для неё путеводной на тот момент жизни.

### Начало карьеры
С 1996 по 2001 годы Жу училась в РАТИ ГИТИС по специальности «режиссер театра» (мастерская Л.Е. Хейфеца). По мнению Монтвилайте, ГИТИС остается одной из лучших  театральных школ.
После окончания ГИТИС Жу также училась год в магистратуре Школы-студии МХАТ и театрально-культурного центра им. Вс. Мейерхольда (руководитель В.В. Фокин).
Монтвилайте быстро влилась в театральную жизнь Москвы. Её постановки многие критики считают эффектными и технологичными. В спектаклях и перформансах Монтвилайте играют актёры и вовлекаются зрители . Спектакль "Паразиты", поставленный в центре им Вс. Мейерхольда затронул скандальную тему против терроризма на фестивале NET в 2002 году.
В постановке E’FEDRA  в Саду Эрмитаж было установлено множество видеокамер, транслирующих действо на экраны, во время спектакля зрители ходили по декорациям, могли располагаться на лежачих местах, разговаривать по мобильным телефонам и танцевать с актёрами.
Для спектакля Shlem.com в театральном центре "На Страстном" по произведению Виктора Пелевина «Шлем ужаса» была разработана специальная компьютерная программа , позволяющая зрителям взаимодействовать с мультимедийным пространством 

### Вне театра
Жу не ограничивается только лишь театром. В 2003 году она стала режиссером концертов группы «t.A.T.u.»  в Токио, которые прошли на крупнейшей площадке Японии – Tokyo Dome. В зале были установлены десятки видеопроекторов, транслирующих изображение на огромные проекционные экраны, общей площадью 1728 м2.
Режиссуру концертов «t.A.T.u.» Монтвилайте создавала вместе с продюсерами Иваном Шаповаловым и Владимиром Месхи. Творческий союз с Месхи оказался плодотворным. Продюсер и режиссер стали развивать направление emotional entertainment ивентов, иммерсивных шоу, в которых зритель становится полноправным участником действия. Они создали компанию Rise Entertainment , которая объединила профессиональных художников, актёров, костюмеров, гримеров и т.д.
В 2007 году Месхи и Монтвилайте устроили костюмированный бал во время свадьбы художницы Марго Трушиной  и основателя мебельной компании «Соло» Салавата Тимирясова. Благодаря этому торжеству  зародился бал, некоммерческий фестиваль под открытым небом Midsummer Night’s Dream  по мотивам пьесы Шекспира «Сон в летнюю ночь».
Мероприятие проходит на разных площадках Москвы и Подмосковья – в усадьбе Столыпиных-Лермонтовых Середниково, на ВДНХ, в Аптекарском огороде. Зрители перевоплощаются в сказочных существ и наслаждаются самыми актуальными достижениями театра, музыки, современного искусства. Особую роль в постановке фестиваля играют декорации, свет и, конечно же, сами гости в костюмах. Фестиваль Midsummer Night’s Dream, ставший ежегодным, быстро прославился и получил международный статус .
Среди проектов команды Rise Entertainment не только Midsummer Night’s Dream – это и детский новогодний бал Midwiner Ball, и вечеринки AFTERHALLOWEEN . В новогоднюю ночь 2017 года состоялось новогоднее интерактивное шоу «Все оттенки огненного», во время которого гости дизайн-отеля «Стандарт» смогли совершить захватывающее путешествие по самым революционным моментам XX века.
В 2018 году началась новая веха в истории Rise Entertainment. Сразу два масштабных проекта были реализованы осенью: к уже полюбившемуся Afterhalloween добавился фестиваль Urban Dreams, прошедший на семи этажах жилого комплекса KleinHouse. В рамках театрально-музыкального флешмоба с участием танцоров и паркурщиков гостям рассказали об истории здания и провели торжественную церемонию оживления городского пространства. Afterhalloween также не остался без изменений и переехал в восьмиэтажную гостиницу St.Regis на Никольской улице. Мероприятие стало одним из главных событий светской осени, пять тысяч гостей которого соблюли заявленный дресс-код мероприятия - спасение Титаника и конец Серебряного века.
Постановки Жу Монтвилайте востребованы в частных кулуарных кругах . Закрытые мероприятия , срежиссированные Жу, пользуются большим спросом среди представителей бизнеса и политики в России и за рубежом.

## Творческая деятельность

### Театр / режиссёр-постановщик
«Роберто Зуко». Сцена РАТИ ГИТИС, культурный центр «Дом», Баварский фестиваль театральных школ в Мюнхене, фестиваль «Радуга в парке» (Москва). 1999 г.
«Паразиты»	(Мариус Фон Майенбург). Центр им. Вс. Мейерхольда, Москва. Акция «Бал Паразитов» с показом коллекции одежды «Паразиты» и видео-версией спектакля. 2002-3003 гг.	
«E’FEDRA». Щукинская сцена Театр Эрмитаж, Москва, 2004 г.
«OXIGENE». Фестивальная постановка по пьесе Ивана Вырываева «Кислород», Центр CONFLUENCES,	Париж, 2005 г.
«Shlem.com» (по	книге Виктора Пелевина «Шлем Ужаса»). Театральный центр на страстном, Москва, 2006 г.

### Театрализованные перформансы
«Antifreeze». Массовый уличный городской перформанс с участием ведущего Александра Васильева, Москва, 2006 г.
«Midwinter Ball». Детское новогоднее представление, Москва, 2010, 2011, 2013, 2014 гг.
«Сон парковщика». Флеш-моб мюзикл для Hyundai. Крокус-экспо, Москва, 2011 г.
«Omega». Разработка концепции и режиссура. Гала-коктейль с участием Синди Кроуфорд, Дом Пашкова, Москва, 2011 г.
«100 % Bollywood». Концепция, сценарий, режиссура. Лофт «Тайга», Санкт-Петербург, 2011 г.
«Cosmoteca». Открытие шоу-рума, режиссура и концепт. Центр современного искусства винзавод, Москва, 2011 г.
«The Show Party Instyle» Разработка концепции, режиссура и проведение. «Shakti Terrace», Москва, 2013 г.
«Disco cabaret». Эксклюзивное мероприятие. Концепция, сценарий, режиссура Chateau de Fantomas, Москва, 2012 г.
«Media markt». Концепция сценарий режиссура. The Ritz Carlton, Москва , 2011 г.
«Бейонд». Концепция сценарий режиссура постановка, Пхукет, Таиланд, 2011—2011 гг.
«Спасибо, что живой». Презентация фильма о Владимире Высоцком, Москва, кинотеатр «Октябрь», 2011 г.
«Saks Fifth Avenue». Концепция и режиссура открытия мультибрендового бутика. Алматы, казахстан, 2012 г.
«Ночной музейный поход». Массовое действо-хэппининг в рамках акции «Ночь Музеев». Бульварное кольцо Москвы, 2013—2014 гг.
«Стиляги: Начало. Москва-57». Специальный проект во время празднования дня города. Съёмки массовых сцен и флеш-мобов. На площадке между государственной думой и гостиницей «Москва», 2016 г.

### Театральный продюсер
«Midsummer Night’s Dream». Арт-фестиваль на тему пьесы в. Шекспира «Сон в летнюю ночь» 24-х часовое театрализованное «Magic Wedding Party» 2007 – 2017 гг. С 2010 г. проводится ежедневно.
«Afterhalloween». Многоуровневый костюмированный арт-перформанс. Дизайн-отель «Стандарт», Москва, 2016 г.
«Все оттенки огненного». Новогодний костюмированный арт-перформанс. Дизайн-отель «Стандарт», Москва, 2016 г.

### Режиссёр-постановщик концертных программ
Режиссура концертов группы «t.A.T.u.». Гонконг, Токио, 2003 г.
«Ногу Свело!». Юбилей группы в «Театре Эстрады», Москва, 2004 г.

### Режиссёр видео-инсталляций
Видео-инсталляция «CAMEL FREEMOTION». Специально для торговой марки «CAMEL», Винзавод, Москва, 2006 г.